# Felicjan Sławoj Składkowski

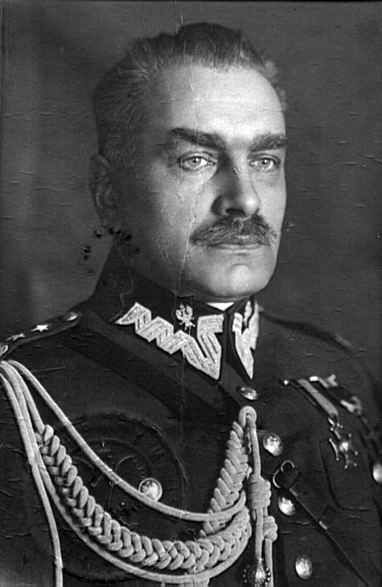
Felicjan Sławoj Składkowski in Generalsuniform

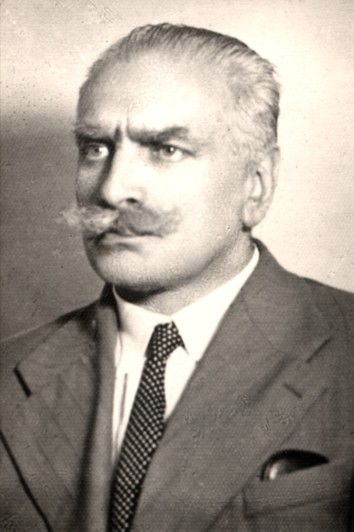
Felicjan Sławoj Składkowski

Felicjan Sławoj Składkowski (* 9. Juli 1885 in Gąbin, Russisches Kaiserreich; † 31. August 1962 in London) war ein polnischer Divisionsgeneral, Arzt, Politiker und in der Zweiten Polnischen Republik von 1936 bis 1939 Ministerpräsident.

## Leben
Nach dem Abitur in Kielce schloss sich Składkowski 1905 der Polnischen Sozialistischen Partei an. Bis 1911 studierte er Medizin an der Jagiellonen-Universität in Krakau und arbeitete anschließend als Arzt in Sosnowiec.
Er kämpfte im Ersten Weltkrieg ab 1914 in der polnischen Legion und wurde nach der Kaisereidverweigerung der 1. und 3. Legion im Sommer 1917 in Beniaminów inhaftiert.
Während des Polnisch-Sowjetischen Krieges zwischen 1919 und 1920 war er für die medizinische Versorgung des polnischen Heeres verantwortlich. 1924 wurde er Brigadegeneral und Leiter des militärischen Gesundheitsdienstes.
Als Vertrauter von Józef Piłsudski wurde er nach dem Maiputsch 1926 wiederholt Innenminister in wechselnden Regierungen des sogenannten Sanacja-Regimes und war in dieser Funktion für die Inhaftierung der Centrolew-Führer in Brześć verantwortlich. Ab 1930 war er Abgeordneter des Sejm und ab 1931 stellvertretender Verteidigungsminister.
Vom 13. Mai 1936 bis zum 30. September 1939 war Składkowski der letzte Ministerpräsident und zugleich Innenminister der Zweiten Polnischen Republik. In diesen Ämtern ordnete er 1938 an, dass alle Haus- und Grundbesitzer für ein ordentliches Aussehen ihrer Immobilien zu sorgen hätten: baufällige Häuser mussten abgerissen, Wände getüncht, Zäune gestrichen, Unkraut gejätet werden. Bei Inspektionsreisen im ganzen Land kontrollierte er persönlich die Umsetzung der Anordnungen.
Am 7. September 1939 flüchtete er angesichts des Einmarschs deutscher Truppen aus Warschau nach Rumänien und wurde dort interniert. 1940 floh er von dort in die Türkei und weiter nach Palästina. Ab 1947 lebte er in England. Składkowski starb am 31. August 1962 in London.

## Publikationen
- Podręcznik hygjeny dla oficerów i podchorążych (1919)
- Beniaminów 1917–1918
- Strzępy meldunków, ISBN 83-11-07600-6.
- Nie ostatnie słowo oskarżonego, ISBN 83-88736-32-9.
- Moja służba w Brygadzie
- Kwiatuszki administracyjne i inne, ISBN 83-88736-57-4.